# Salamander (Schiff, 1861)
Die Salamander war ein Schiff der Jäger-Klasse, einer Klasse von insgesamt fünfzehn Dampfkanonenbooten II. Klasse der Königlich Preußischen Marine, der Marine des Norddeutschen Bundes sowie der Kaiserlichen Marine.

## Bau und Dienstzeit
Die Salamander wurde Mitte des Jahres 1859 bei der Stettiner Werft A. E. Nüscke in Auftrag gegeben. Nach dem im selben Jahr erfolgten Baubeginn fand am 14. Februar 1860 der Stapellauf des Schiffs statt. Nach der Fertigstellung wurde es im Herbst 1860 zum Stützpunkt der Kanonenboote auf den Dänholm überführt und dort aufgelegt.
Die offiziell erste Indienststellung der Salamander fand am 20. Juni 1861 statt. Das Schiff führte gemeinsam mit ihren Schwesterschiffen Jäger, Fuchs und Scorpion sowie den Kanonenbooten I. Klasse Camaeleon und Comet Erprobungen und Übungen in der Ostsee durch und nahm an der sich anschließenden Reise des Verbandes, zu dem später die Hela sowie die als Flaggschiff fungierende Amazone traten, in die Nordsee teil, wobei Bremen und Hamburg besucht wurde. Die Salamander wurde schließlich am 14. Oktober wieder außer Dienst gestellt.
Während des Deutsch-Dänischen Krieges wurde die Salamander aktiviert und gehörte der III. Flottillen-Division an. Am 3. Juli 1864 nahm das Schiff an einem Gefecht gegen dänische Schiffe vor Hiddensee teil. Nach Kriegsende wurde das Kanonenboot am 27. Oktober außer Dienst gestellt und erneut eingemottet.
Der Ausbruch des Deutsch-Französischen Krieges war der Anlass für die erneute Indienststellung am 24. Juli 1870. Die Salamander trat zur neu aufgestellten Flottillen-Division unter Korvettenkapitän Franz von Waldersee, zu der außerdem das Flaggschiff Grille sowie das Kanonenboot I. Klasse Blitz gehörten. Am 17. August 1870 nahm die Division am Seegefecht vor Hiddensee teil. Die Division wurde jedoch bereits am 10. September wieder aufgelöst.
Anfang Oktober wurde das Schiff schließlich nach Wilhelmshaven verlegt den restlichen Krieg dort stationiert. Am 11. April 1871 wurde es schließlich in Kiel außer Dienst gestellt.
In der Folgezeit wurde die Salamander einer Überholung unterzogen. Ihre Kessel wurden erneuert und die bisherige Bewaffnung durch eine Ringkanone 15 cm L/22 ersetzt. Darüber hinaus entfernte man die Takelage. Derart umgerüstet wurde das Schiff am 16. August 1872 in Dienst gestellt und zunächst als Tender eingesetzt. Nach dem großen Sturmhochwasser folgte ab dem 13. November ein Einsatz gemeinsam mit der Meteor in Friedrichsort, da in den dortigen Fortanlagen Wasser eingedrungen war.
Abgesehen von einigen Übungen sowie der gemeinsam mit der Nautilus Mitte Mai 1874 durchgeführten Hilfsaktion für die bei Langeland festgekommene Nymphe diente die Salamander in den folgenden Jahren als Tender. Am 15. Juni 1875 wurde sie schließlich nach fast dreijähriger durchgehender Aktivität letztmals außer Dienst gestellt.

## Verbleib
Die Salamander wurde am 12. November 1878 aus der Liste der Kriegsschiffe gestrichen und als Prahm aufgebraucht. Als Ersatz lief im selben Jahr das Kanonenboot Wolf vom Stapel.

## Kommandanten
| Juni 1861                         | Leutnant I. Klasse Eduard Arendt                                               |
| Juni bis 14. Oktober 1861         | Leutnant II. Klasse Ratzeburg                                                  |
| 21. Februar bis 27. Oktober 1864  | Fähnrich zur See / Leutnant II. Klasse / Leutnant zur See Rohr von Hallerstein |
| 24. Juli bis September 1870       | Leutnant zur See Eduard Starcke                                                |
| September 1870 bis 11. April 1871 | Leutnant zur See Rudolf Freiherr von Rössing                                   |
| 16. August 1872 bis April 1873    | Leutnant zur See Schwarzlose                                                   |
| April bis Mai 1873                | Unterleutnant zur See Kohlhauer                                                |
| Mai bis November 1873             | Leutnant zur See Richard von Geißler                                           |
| November 1873 bis Januar 1874     | Leutnant zur See Julius Köthner                                                |
| Januar bis Februar 1874           | Unterleutnant zur See Ernst von Frantzius                                      |
| Februar 1874                      | Unterleutnant zur See Kohlhauer                                                |
| Februar bis April 1874            | Leutnant zur See Maschke                                                       |
| April bis August 1874             | Leutnant zur See Trewendt                                                      |
| August bis November 1874          | Leutnant zur See von Raven                                                     |
| November 1874 bis 15. Juni 1875   | Leutnant zur See Maschke                                                       |